# Лопта за ватерполо
Лопта за ватерполо је лопта којом се играју ватерполо и кануполо. Карактерише је лако приањање уз длан што омогућава да се држи једном руком и поред великог обима.

## Историја лопте за ватерполо
Историја ватерпола сеже у крај 19. вијека када се облик рагбија играо у ријекама Енглеске и Шкотске. Користила се мала лопта димензија 8-10 центиметара направљена од гуме увезене из Индије. Почетни назив водени рагби промијењен је у водени поло (ватерполо) по енглеском изговору ријечи пулу, како је лопта називана на Балти језику који се говори у предјелима одакле је долазила гума за лопту. Ватерполо се ускоро почео играти лоптом за фудбал која је омогућавала лакше додавање и пливање с лоптом изнад воде. Међутим, кожна фудбалска лопта се пунила водом па је постајала веома тешка и било је тешко контролисати. Џејмс Смит, ватерполо тренер из Калифорније и аутор неколико књига о ватерполу, 1936. је направио лопту са непотопљивим мјехуром пресвучену гумом која је давала боље резултате. Лопта је у почетку била црвена, а 1948. је званично усвојена жута боја како би је гледаоци боље уочавали. ФИНА је званично усвојила ову лопту за потребе турнира у ватерполу на Олимпијским играма 1956.

## Карактеристике лопте за ватерполо
Лопта мора бити округла са ваздушном комором која има самозатварајући вентил. Такође мора бити непромочива, без спољних шавова и без премаза масти или сличне материје. Маса лопте је 400-450 грама и треба бити надувана до притиска од 90-97 kPa за мушкарце и 83-90kPa за жене. Постоје двије основне величине лопте: лопта број 5, са обимом 68–71 cm, намјењена за мушкарце, и лопта број 4, са обимом 65–67 cm, намјењена за жене. Мање лопте се понекад користе у млађим категоријама за играње мини-пола и најчешће су зелене боје.

### Новитети у дизајну лопте
Почетком 2005. ФИНА је дозволила промјену лопти које се користе у званичним утакмицама под њеном организацијом. Поред жуте лопте са црним линијама дозвољено је и кориштење лопте са пругама друге боје (плава, зелена, црвена) уз обавезне жуте пруге.
У мају 2006. овакве лопте су се почеле користити и на утакмицама америчких колеџ тимова.
Произвођач нових лопти је Микаса чији су инжењери утврдили да ће тимовима бити лакше да прате нове лопте и да ће помоћи при савладавању технике ротације лопте при шуту. Код нових лопти постоји и визуелна разлика између мушких и женских лопти.
За велика такмичења (свјетска и континентална првенста, олимпијски турнир) праве се лопте са посебним ознакама.